# MTV Movie Awards 2007
Die MTV Movie Awards 2007 wurden am 3. Juni 2007 im Gibson Amphitheater in Universal City, Kalifornien, verliehen. In Deutschland wurde die Verleihung am 4. Juni 2007 ausgestrahlt. Die Moderation übernahm die Komödiantin Sarah Silverman.
Das Schlachtenepos 300 und die Piraten-Komödie Fluch der Karibik 2 gingen mit fünf beziehungsweise vier Nominierungen als Favoriten ins Rennen. Jeweils drei Nominierungen erhielten die Filme Borat, Der Teufel trägt Prada und Die Eisprinzen.

## Live-Auftritte
- Rihanna und Jay-Z – Umbrella (präsentiert von Victoria Beckham & Chris Tucker)
- Amy Winehouse – Rehab (präsentiert von Bruce Willis)

## Gewinner und Nominierungen

### Bester Film
präsentiert von John Travolta, Amanda Bynes & Zac Efron
Pirates of the Caribbean – Fluch der Karibik 2 (Pirates of the Caribbean: Dead Man’s Chest) 
- Die Eisprinzen (Blades of Glory)
- Borat
- 300
- Little Miss Sunshine

### Beste Darstellung
präsentiert von Shia LaBeouf, Josh Duhamel & Tyrese Gibson
Johnny Depp – Pirates of the Caribbean – Fluch der Karibik 2 (Pirates of the Caribbean: Dead Man’s Chest) 
- Gerard Butler – 300
- Jennifer Hudson – Dreamgirls
- Keira Knightley – Pirates of the Caribbean – Fluch der Karibik 2 (Pirates of the Caribbean: Dead Man’s Chest)
- Beyoncé – Dreamgirls
- Will Smith – Das Streben nach Glück (The Pursuit of Happyness)

### Beste Comedy-Darstellung
präsentiert von Robin Williams, Mandy Moore & John Krasinski
Sacha Baron Cohen – Borat
- Emily Blunt – Der Teufel trägt Prada (The Devil Wears Prada)
- Will Ferrell – Die Eisprinzen (Blades of Glory)
- Adam Sandler – Klick
- Ben Stiller – Nachts im Museum (Night at the Museum)

### Bester Filmschurke
präsentiert von Jessica Alba, Chris Evans, Ioan Gruffudd & Michael Chiklis
Jack Nicholson – Departed: Unter Feinden (The Departed) 
- Tobin Bell – Saw III
- Bill Nighy – Pirates of the Caribbean – Fluch der Karibik 2 (Pirates of the Caribbean: Dead Man’s Chest)
- Rodrigo Santoro – 300
- Meryl Streep – Der Teufel trägt Prada (The Devil Wears Prada)

### Bester Newcomer
präsentiert von Kathy (MTV Zuschauerin – Live per Webstream)
Jaden Smith – Das Streben nach Glück (The Pursuit of Happyness) 
- Emily Blunt – Der Teufel trägt Prada (The Devil Wears Prada)
- Abigail Breslin – Little Miss Sunshine
- Lena Headey – 300
- Columbus Short – Stomp the Yard
- Justin Timberlake – Alpha Dog – Tödliche Freundschaften (Alpha Dog)

### Beste Kampfszene
präsentiert von Justin Long und Bruce Willis
Gerard Butler vs. „Über-Unsterblichen“ – 300
- Jack Black & Héctor Jiménez vs. Los Duendes – Nacho Libre
- Sacha Baron Cohen vs. Ken Davitian – Borat
- Anna Faris vs. Uma Thurman – Die Super-Ex (My Super Ex-Girlfriend)
- Will Ferrell vs. Jon Heder – Die Eisprinzen (Blades of Glory)

### Bester Filmkuss
präsentiert von Jessica Biel, Kevin James & Adam Sandler
Sacha Baron Cohen & Will Ferrell – Ricky Bobby – König der Rennfahrer (Talladega Nights: The Ballad of Ricky Bobby) 
- Elizabeth Banks & Mark Wahlberg – Unbesiegbar – Der Traum seines Lebens (Invincible)
- Brittany Daniel & Marlon Wayans – Little Man
- Cameron Diaz & Jude Law – Liebe braucht keine Ferien (The Holiday)
- Meagan Good & Columbus Short – Stomp the Yard

### Bester Sommer-Film, den Du bisher noch nicht gesehen hast
präsentiert von Eva Mendes & Seth Rogen
Transformers
- Die Simpsons – Der Film (The Simpsons Movie)
- Evan Allmächtig (Evan Almighty)
- Fantastic Four: Rise of the Silver Surfer
- Hairspray
- Harry Potter & der Orden des Phönix (Harry Potter and the Order of the Phoenix)
- Rush Hour 3

### Spezialpreise

#### MTV Generation Award
präsentiert von Cameron Diaz
Mike Myers

#### Bester studentischer Filmemacher
Josh Greenbaum (University of Southern California) − Border Patrol 
- Robert Dastoli (University of Central Florida) – Southwestern Orange County vs. The Flying Saucers
- Maria Gigante (Columbia College, Chicago) – Girls Room
- Alexander Poe (Columbia University) – Please Forget I Exist
- Andrew Shipsides (Savannah College of Art and Design) – Bottleneck

#### Beste Film-Parodie (Spoof)
präsentiert von Samuel L. Jackson
Für diese neu geschaffene Kategorie konnte jeder über ein spezielles Portal bei Yahoo Filmparodien einreichen, die dann durch die User bewertet wurden. Die bestplatzierten Parodien wurden anschließend in dieser Kategorie nominiert. Die einzelnen Videos wurden von Dane Cook präsentiert.
Andy Signore (Ambler, Pennsylvania) – United 300
- Bill Caco (Cleveland, Ohio) – Casino Royale with Cheese
- Noah Harald (Mill Meadow, Kalifornien) – Texas Chainsaw Massacre: The Rehab
- Zan Passante (Dumont, New Jersey) – Texas Chainsaw Musical
- Velcro Troupe (St. Louis, Missouri) – Quentin Tarantino’s Little Miss Squirtgun